# Melrose Abbey

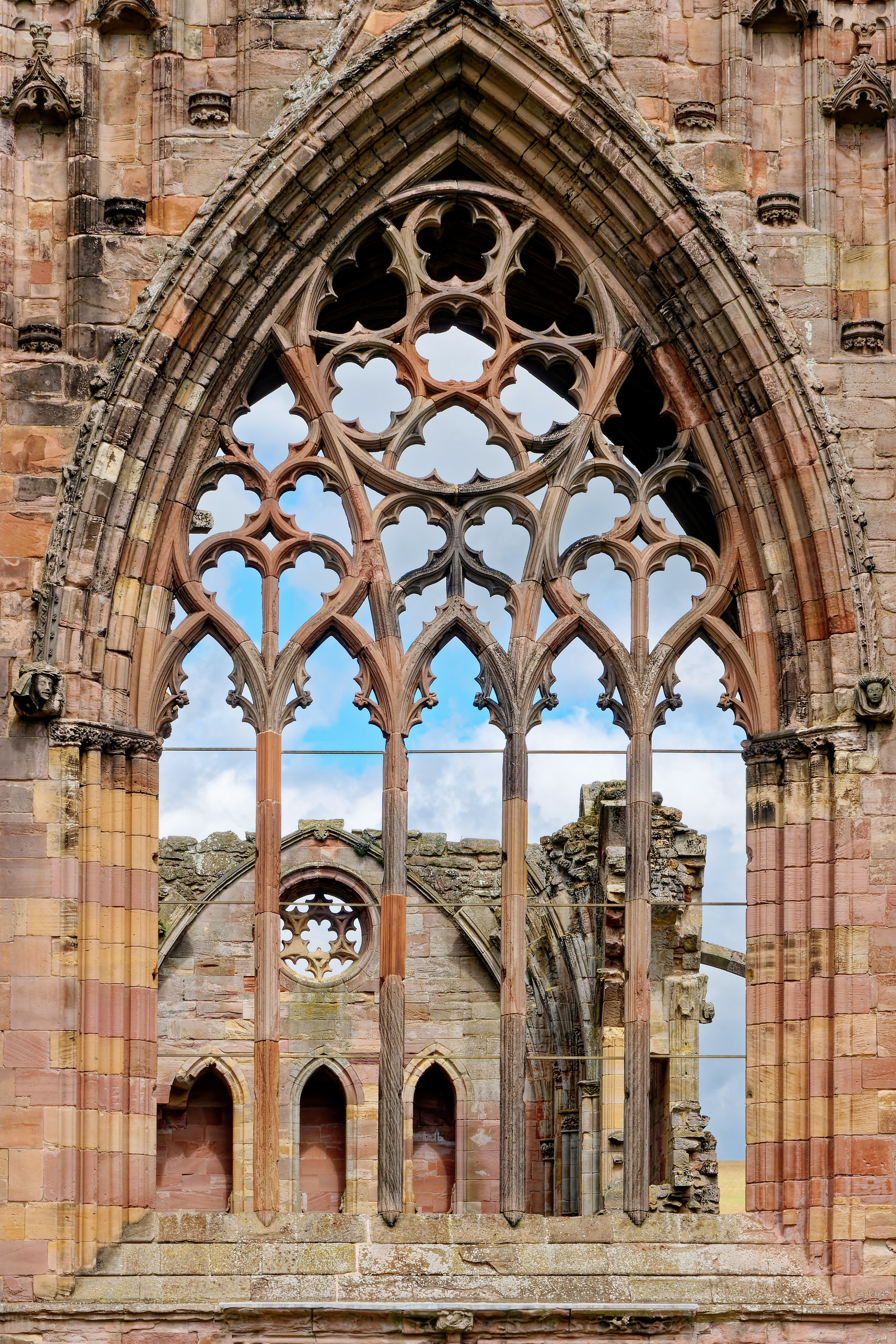
Feines Maßwerk.

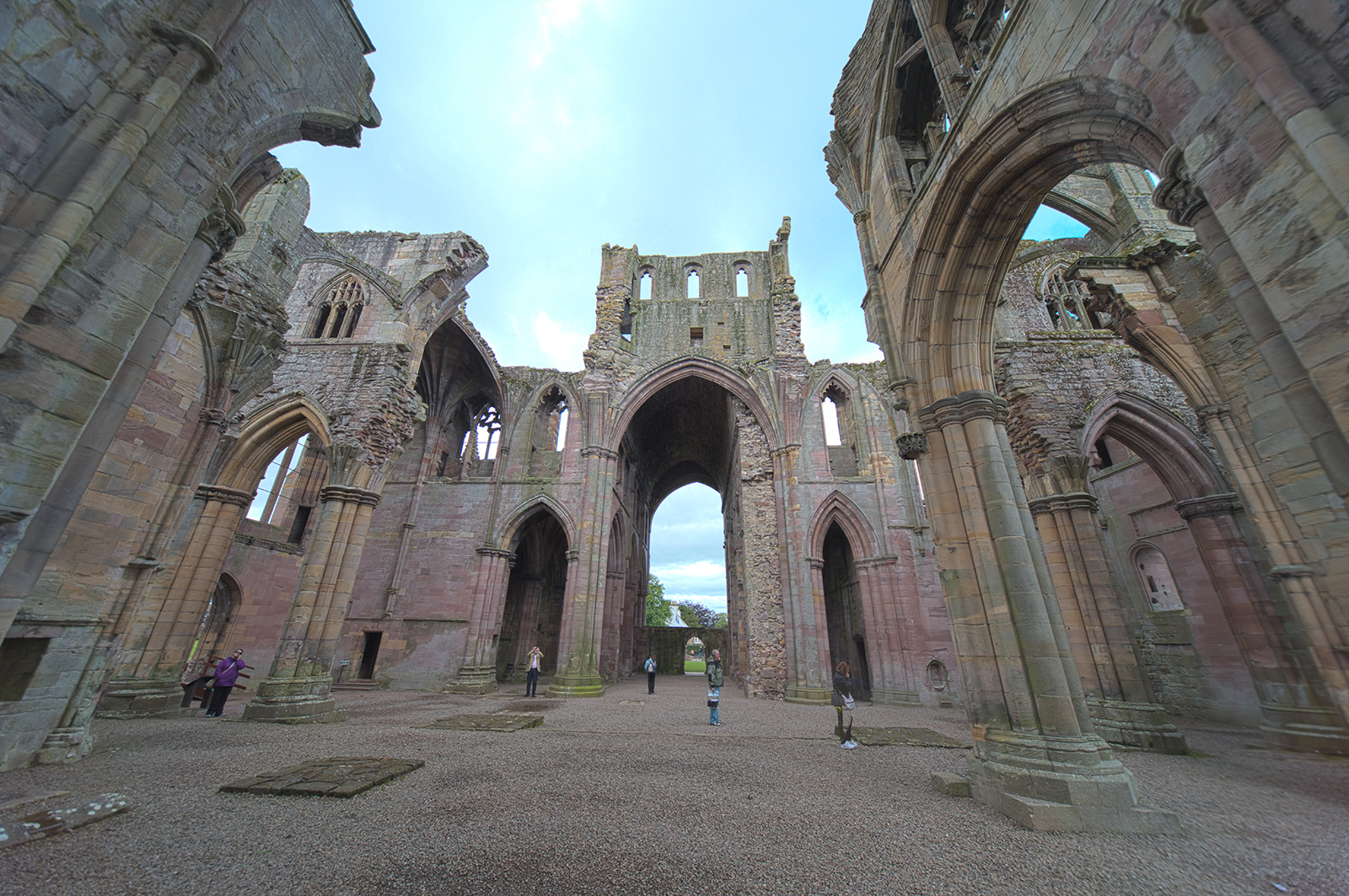
Melrose Abbey – Blick vom Chor in den Vierungsbereich

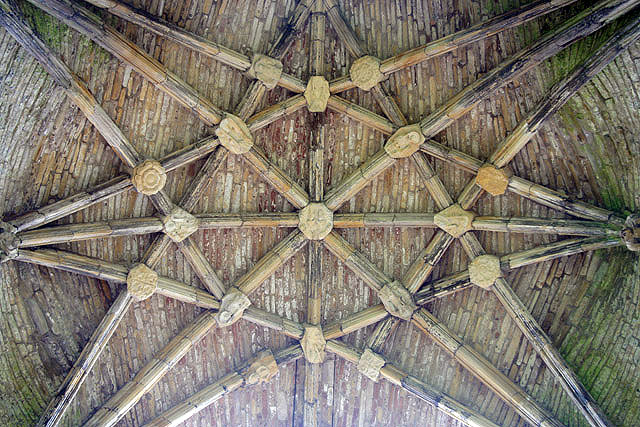
Sterngewölbe im Chor

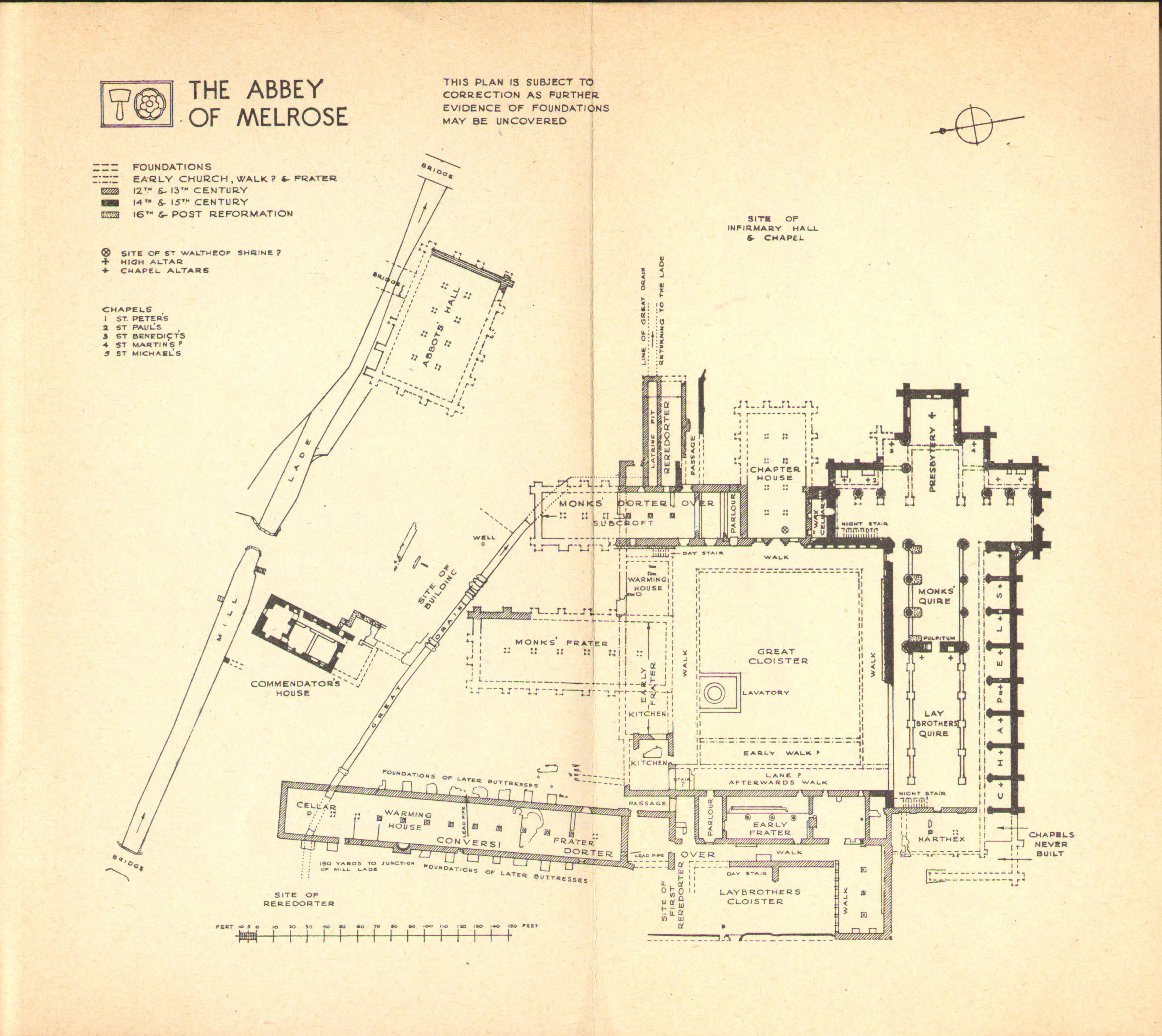
Grundriss des Klosters und der Kirche

Das Kloster Melrose (Melrose Abbey) in Melrose, Schottland, wurde im Jahr 1136 auf Bitten des schottischen Königs David I. von Mönchen des Zisterzienserordens errichtet. Das Kloster war eine Tochtergründung der Rievaulx Abbey in Yorkshire (England) aus der Filiation der Primarabtei Clairvaux.
Die Abtei wird heute von Historic Scotland, einer schottischen Institution, die sich für den Erhalt alter Bauwerke einsetzt, gepflegt. 2019 wurde Melrose Abbey von rund 61.000 Personen besucht. 2024 betrug die Besucherzahl etwa 45.000 Personen. Auf einer der Treppen des Klosters befindet sich eine Inschrift von John Morow, einem Baumeister, die sagt: Be halde to ye hende („Denk an dein Ende“); dieser Ausspruch ist heute das Motto der Stadt Melrose.

## Lage
Die Ruine der Melrose Abbey liegt auf dem Südufer des River Tweed in den Scottish Borders etwa 60 km (Fahrtstrecke) südöstlich von Edinburgh bzw. ca. 15 km westlich der Nordostgrenze zu England in einer Höhe von etwa 88 m. Die von Prämonstratensermönchen gegründete Dryburgh Abbey ist nur etwa 15 km in südöstlicher Richtung entfernt; die vom Augustinerorden gegründete Jedburgh Abbey befindet sich weitere 20 km entfernt.

## Geschichte
Bereits im 6. Jahrhundert gab es ungefähr zwei Meilen östlich des heutigen Klosters eine ältere Abtei, die dem heiligen Aidan geweiht war. Sie wurde von Kenneth I. von Schottland im Jahre 839 zerstört.
König David I. von Schottland (reg. 1124–1153) wollte, dass eine neue Abtei an derselben Stelle gebaut würde, aber die Mönche argumentierten, dass dort der Boden zur Ackerwirtschaft nicht geeignet sei, und wählten stattdessen die heutige Stelle. Die Abtei wurde die Mutterkirche des Ordens in Schottland. Tochterklöster in Schottland waren Newbattle Abbey, Kinloss Abbey mit eigenen Töchtern (Culross Abbey und Deer Abbey), Coupar Angus Abbey und Balmerino Abbey. Eine Tochtergründung von Melrose war auch Holme Cultram Abbey in Cumbria (England).
Langsam wuchs um die Abtei eine kleine Stadt heran, die im Jahr 1322 von Edward II. von England angegriffen wurde, wobei große Teile der Abtei zerstört wurden. Der Wiederaufbau erfolgte mit Hilfe von Robert the Bruce.
Im Jahr 1385 wurde das Kloster von der Armee von Richard II. von England niedergebrannt, als er die Armee von David II. von Schottland zurück nach Edinburgh zwang. Über einen Zeitraum von 100 Jahren wurde die Abtei wieder aufgebaut – der Bau war noch nicht beendet, als James IV. von Schottland im Jahre 1504 zur Besichtigung eintraf.
Seit dem Jahr 1541 wurde das Kloster von Kommendataräbten geführt, die selbst nur selten dort anwesend waren.
Im Jahr 1544, als englische Truppen erneut durch Schottland jagten, wurde die Abtei schwer beschädigt und niemals wieder vollständig restauriert. Dies führte zu ihrem Niedergang als bewohntes Kloster. Der letzte Abt war James Stuart (der Sohn von Jakob V.), der 1559 starb. Im Jahr 1590 starb der letzte Mönch von Melrose Abbey.
Die Gebäude der Abtei überstanden einen letzten Angriff durch Oliver Cromwell, der sie während des Englischen Bürgerkriegs beschießen ließ. Spuren davon sind noch heute in den Außenwänden sichtbar.
Im Jahr 1610 wurde ein Teil des Klosters zur Pfarrkirche für den Ort Melrose gemacht, bis 200 Jahre später eine neue Kirche im Zentrum der Stadt errichtet wurde.

## Architektur
Die der Jungfrau Maria geweihte dreischiffige Abteikirche wurde im Decorated Style auf dem Grundriss eines lateinischen Kreuzes als Basilika mit geradem Chorschluss errichtet; das Maßwerk einiger Fenster zeigt bereits deutliche Formen des Perpendicular Style. Teile des Chors (choir), des Querhauses (transept) und drei Langhausjoche sind halbwegs gut erhalten; auch ein Sterngewölbe mit Schlusssteinen ist zu sehen. Der Vierungsbereich war gegenüber dem Rest der Kirche leicht erhöht und eigenständig belichtet, wovon noch drei kleine Fensteröffnungen zeugen.

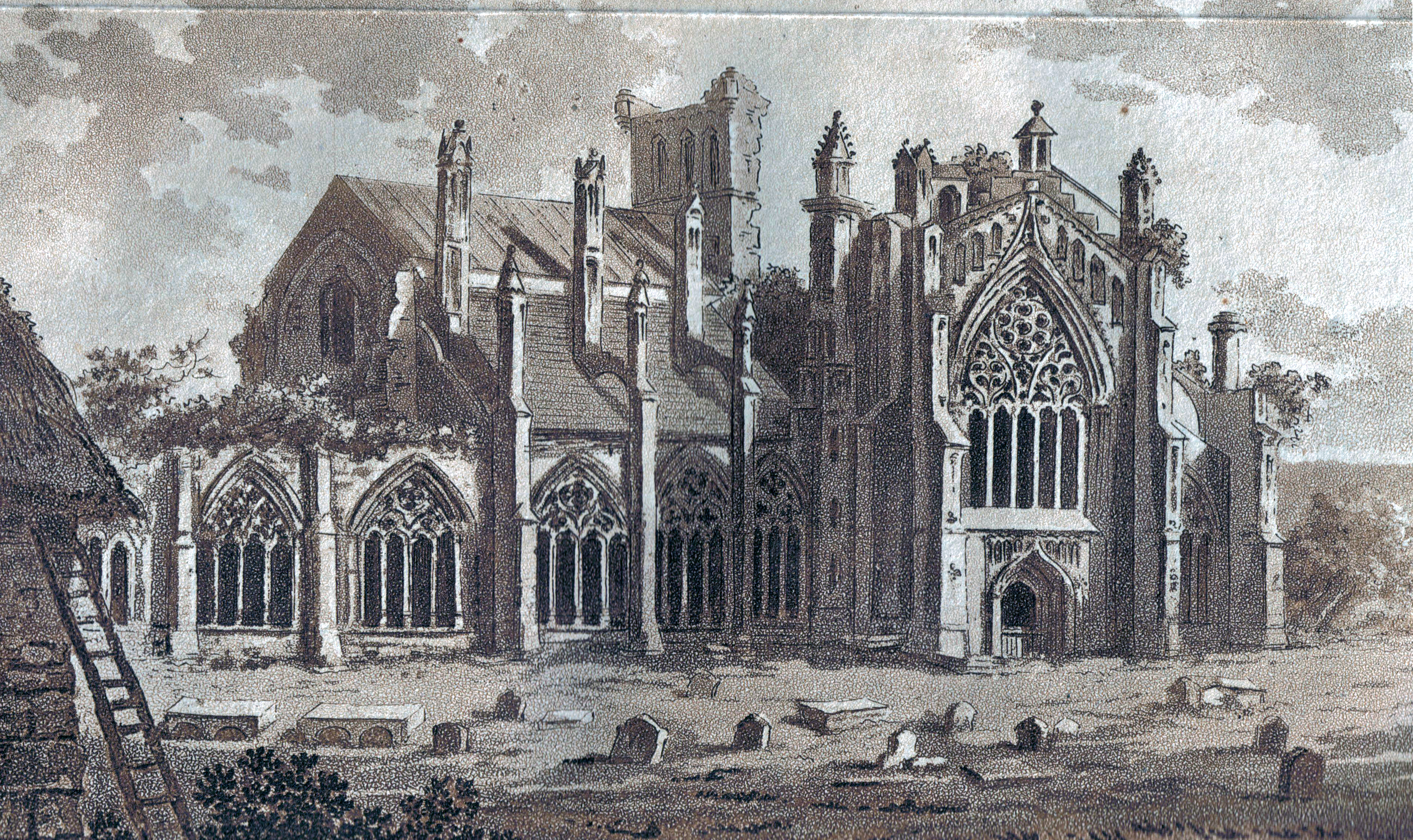
Melrose Abbey (1800)
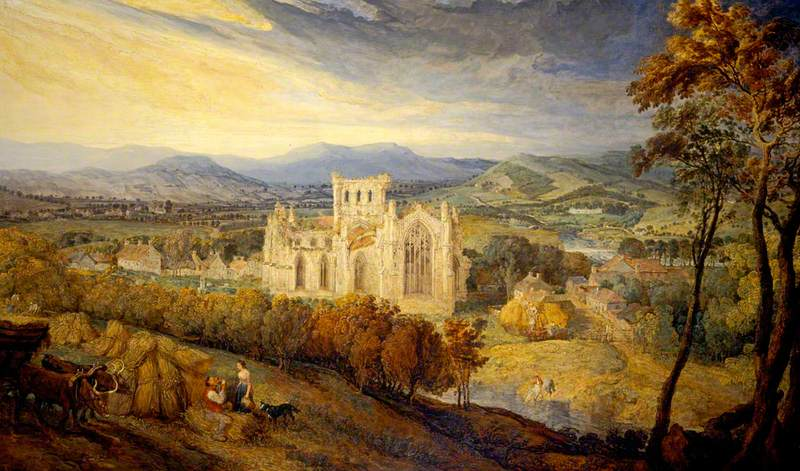
Melrose Abbey (um 1820)
William Turner – Melrose Abbey (1822)
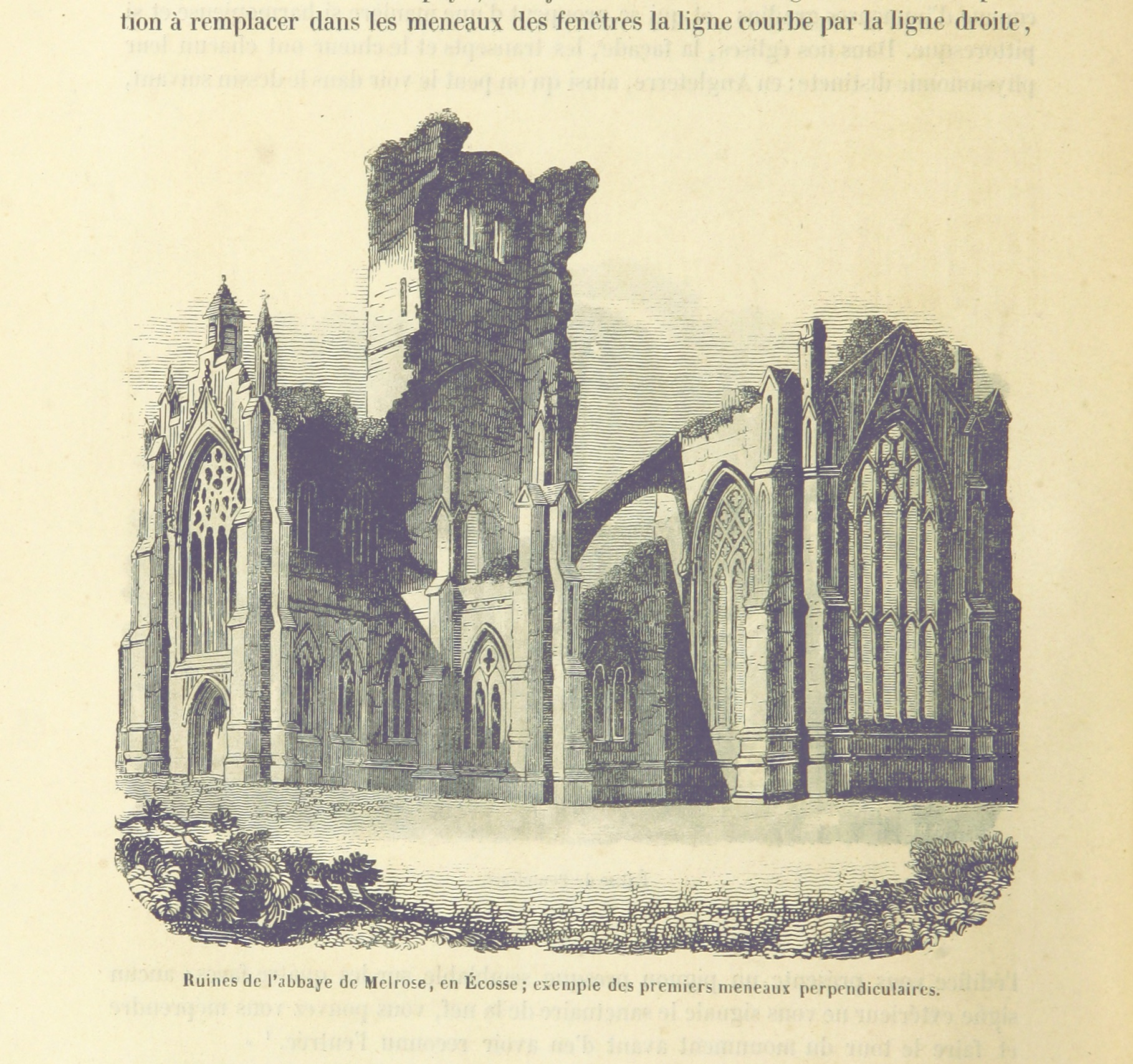
Melrose Abbey (1844)

## Skulpturen
Die Melrose Abbey ist – ungewöhnlich für Zisterzienserbauten – bekannt für ihr in Stein gehauenes figürliches Dekor, in welchem sowohl Heilige als auch Drachen, Wasserspeier und Pflanzen erscheinen.

## Sonstiges
- Alexander II. von Schottland und andere schottische Könige und Adelige sind hier beerdigt.
- Das einbalsamierte Herz von Robert the Bruce soll auch auf dem Klostergelände begraben worden sein, nachdem man es von einem „Kreuzzug“ zurückgebracht hatte. Im Jahr 1921 wurde eine Bleikiste gefunden.
- Im Jahr 1812 wurde im Bereich des südlichen Altarraums ein Steinsarkophag entdeckt, über den spekuliert wird, dass er dem Philosophen und „Zauberer“ Michael Scotus gehört.
- Im Jahr 1858 besuchte Theodor Fontane die Abtei und beschrieb sie in seinem Reisebericht Jenseit des Tweed.

## Museum
Im ehemaligen Abtshaus ist ein Museum untergebracht.

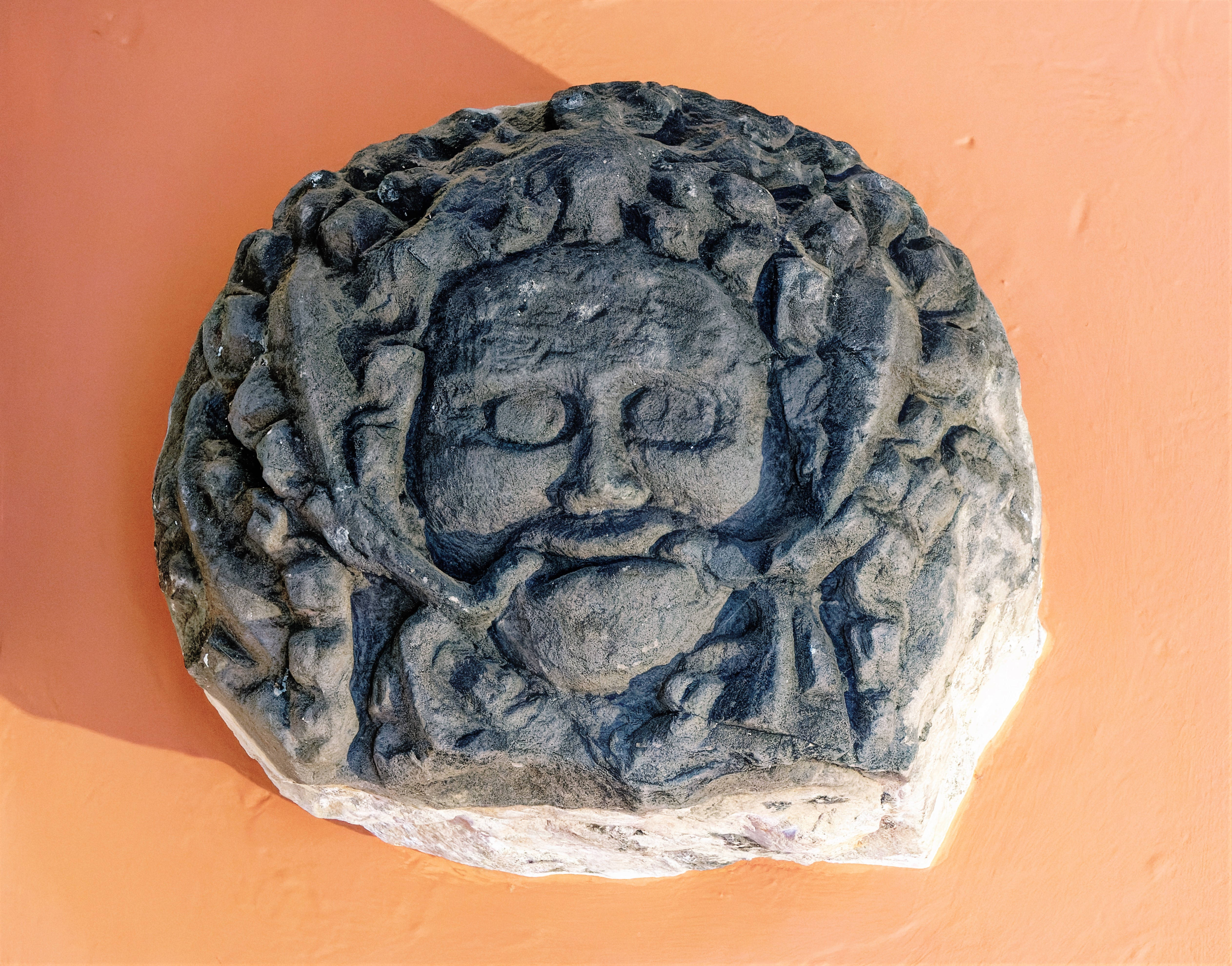
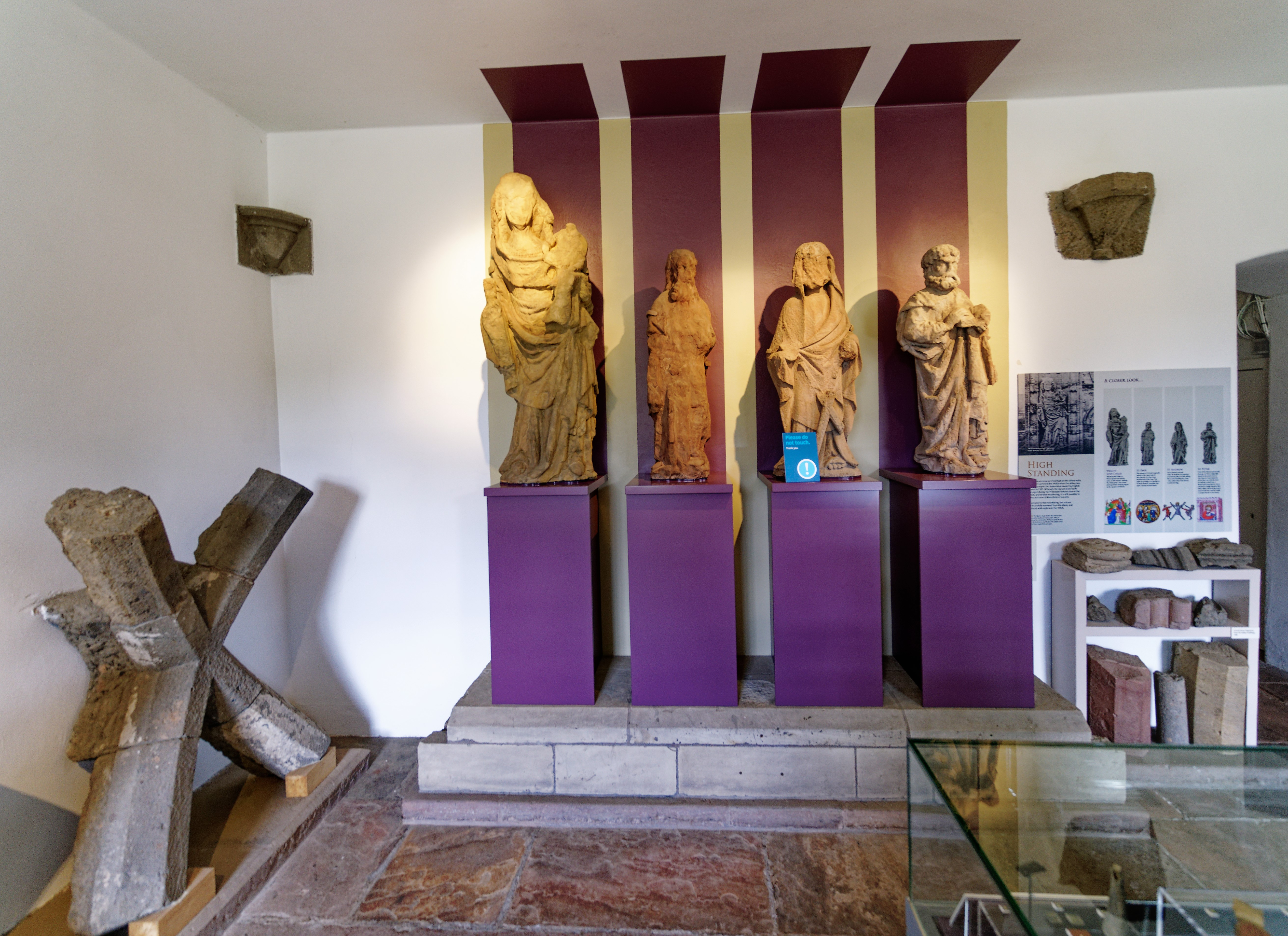
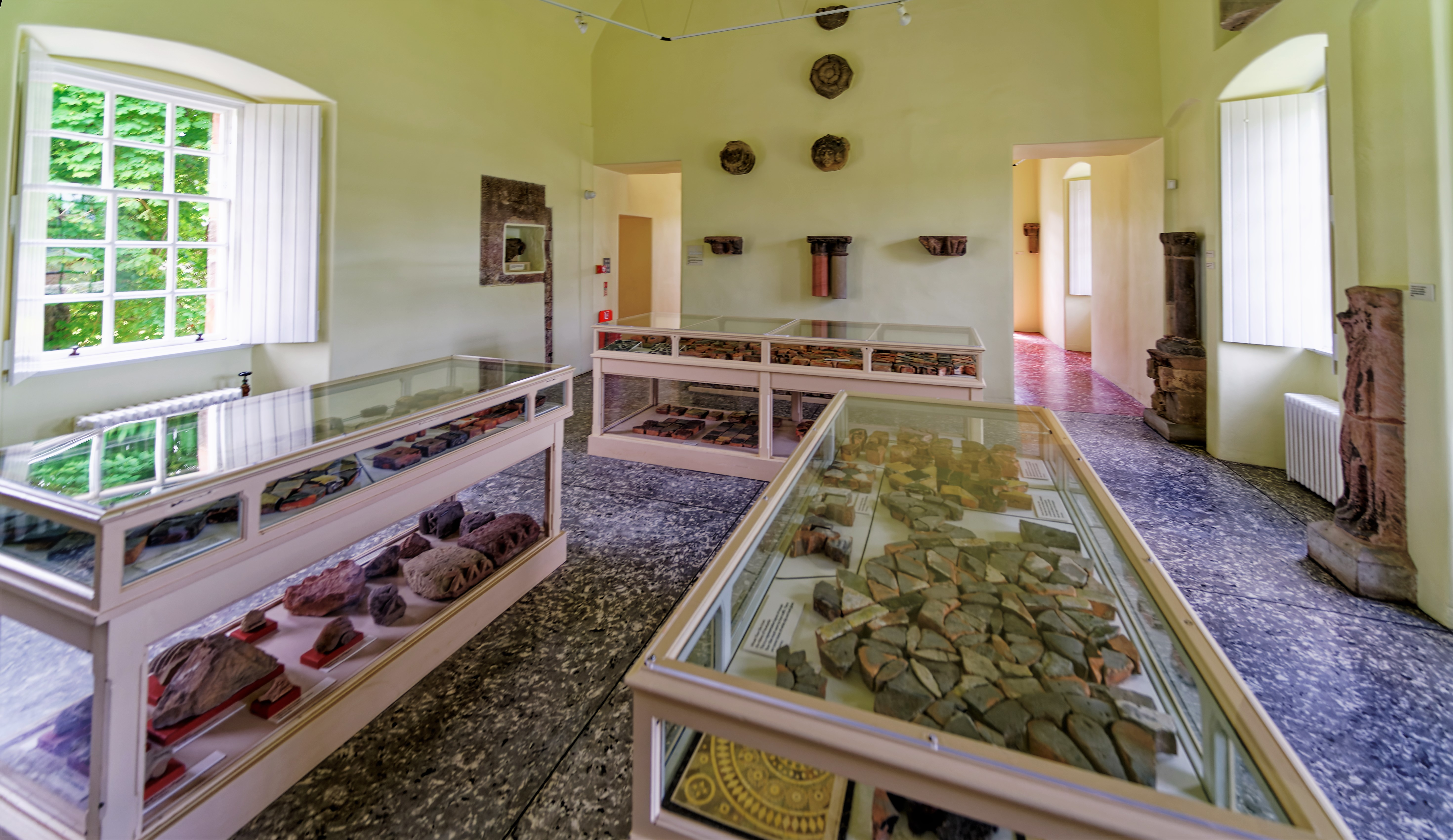
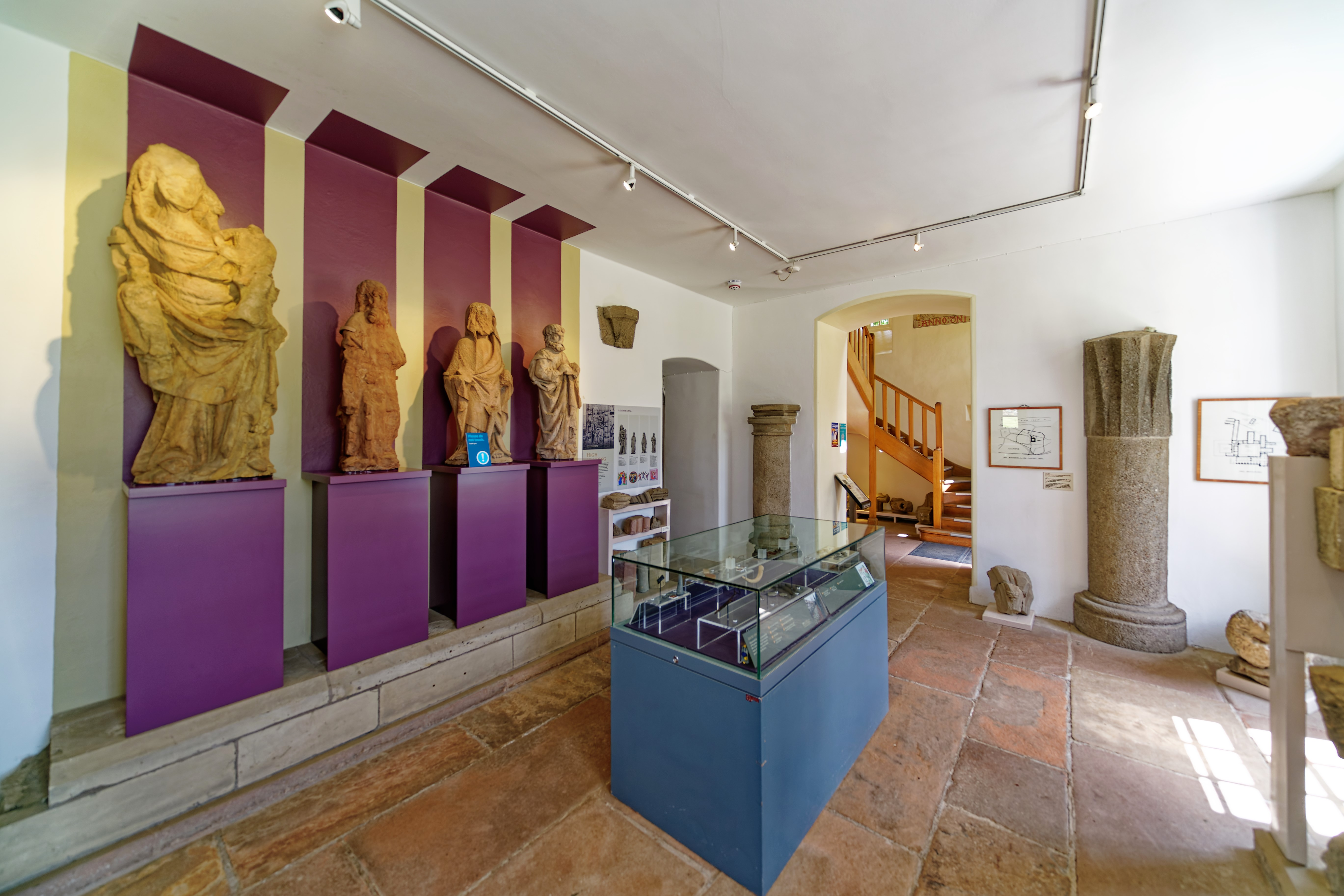